# Ан-Наср (футбольний клуб, Дубай)
Спортивний клуб «Ан-Наср» (араб. نادي النصر الرياضي) або просто «Ан-Наср» — еміратський футбольний клуб з міста Дубай, який виступає в Чемпіонаті ОАЕ

## Історія

Колишній логотип клубу

Заснований в 1945 році. Є найстарішим клубом країни. Домашні матчі проводить на стадіоні «Аль-Мактум», що вміщає 11 000 глядачів. Триразовий чемпіон ОАЕ і стільки ж разів володар Кубка країни.

## Досягнення
- Чемпіонат ОАЕ:
  -  Чемпіон (3): 1977/78, 1978/79, 1985/86

- Суперкубок ОАЕ:
  -  Володар (4): 1986, 1989, 1990, 1996

- Кубок Президента ОАЕ:
  -  Володар (4): 1985, 1986, 1989, 2015

- Кубок Федерації ОАЕ:
  -  Володар (3): 1988, 2000, 2002

- Кубок Арабської затоки:
  -  Володар (2): 2015, 2020

- Клубний кубок чемпіонів Перської затоки:
  -  Володар (1): 2014

## Відомі гравці
| - Ходадад Азізі - Карім Багері - Ісмаель Бангура - Араш Борхані - Марк Брешіано - Реза Енаяті - Ненад Єстрович - Йоан Кабай | - Мерзад Маданчі - Альваро Негредо - Мохаммад Носраті - Мауро Сарате - Морімото Такаюкі - Карлос Теноріо - Лука Тоні - Маман Шеріф Туре |

## Відомі тренери
| - Дон Реві (1980—1984) - Жоель Сантана (1991) - Жан Фернандес (1994—1997) - Душан Угрін (1997—1998) - Артур Жоржи (2000—2001) - Дімітр Дімітров (2004—2005) - Мар'яну Баретту (2005) - Фуке Бой (2007—2008) | - Лука Боначич (2008—2009) - Хорхе да Сільва (2009—2010) - Лоран Банід (2010) - Вальтер Дзенга (2011—2013) - Іван Йованович (2013—2016, 2018) - Дан Петреску (2016—2017) - Чезаре Пранделлі (2017—2018) - Крунослав Юрчич (2019—) |